# Sally Yates

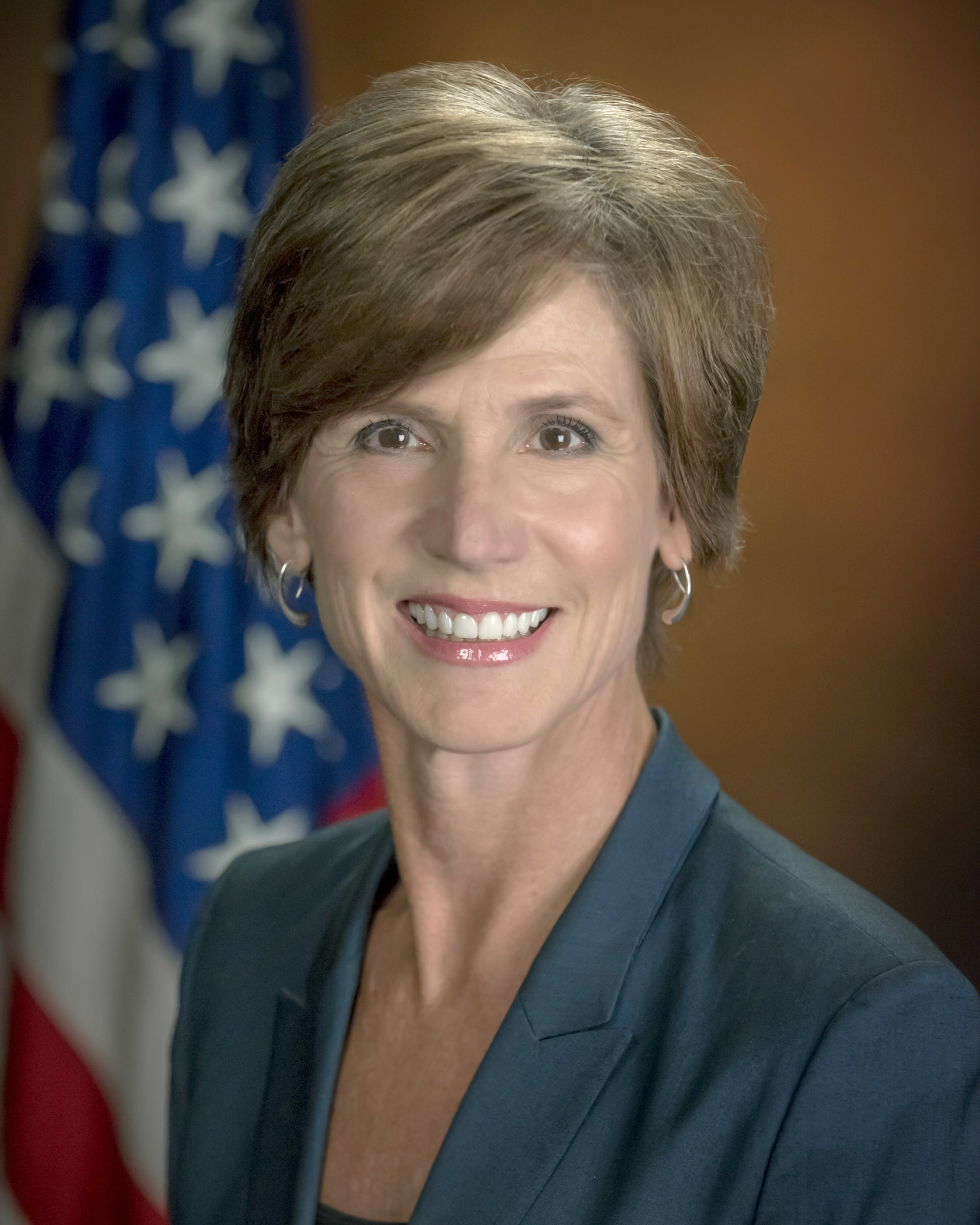
Sally Yates (2016)

Sally Quillian Yates (* 20. August 1960 in Atlanta, Georgia) ist eine US-amerikanische Juristin. Sie war von 2015 bis 2017 United States Deputy Attorney General (deut. „Stellvertretende Generalstaatsanwältin der Vereinigten Staaten“) und übernahm vom 20. Januar 2017 bis zu ihrer Entlassung durch Präsident Trump am 30. Januar 2017 geschäftsführend das Amt des United States Attorney General („Justizministerin“).

## Leben
Yates schloss die University of Georgia School of Law 1986 mit Auszeichnung ab und arbeitete anschließend in der Kanzlei King & Spalding in Atlanta.
Yates ging 1989 in den Staatsdienst und war zunächst mit Ermittlungen im Bereich Korruption befasst, bevor sie als Nachfolgerin von David Nahmias zur Bundesstaatsanwältin für den nördlichen Distrikt von Georgia ernannt wurde. Dort vertrat sie unter anderem die Anklage im Fall des Bombenlegers Eric Rudolph. Im Dezember 2014 wurde Yates auf Vorschlag des Amtsvorgängers James M. Cole von Präsident Barack Obama zur stellvertretenden Justizministerin der Vereinigten Staaten ernannt.
In den letzten Tagen vor der US-Präsidentschaftswahl im November 2016 geriet Yates, gemeinsam mit ihrer Vorgesetzten Justizministerin Lynch, in die Kritik der Demokratischen Partei, nachdem das Justizministerium den FBI-Direktor James Comey nicht davon abgehalten hatte, einen Brief an den Kongress zu schicken, in dem er ankündigte, dass möglicherweise strafrechtliche Ermittlungen gegen die Präsidentschaftskandidatin Hillary Clinton geführt werden müssten. Der Brief wurde als Hilfe beim Wahlerfolg des späteren Präsidenten Donald Trump gewertet.
Nach der US-Präsidentschaftswahl am 8. November 2016 erklärte Yates sich bereit, ab dem 20. Januar 2017 den Posten der kommissarischen Justizministerin der USA im Kabinett Trump I zu übernehmen, bis der US-Senat einen Justizminister offiziell bestätigt hätte. Trump designierte Jeff Sessions für dieses Amt.
Nachdem Trump am 27. Januar 2017 die Executive Order 13769 erlassen hatte, die Bürgern aus mehreren muslimischen Staaten die Einreise in die USA verbot, schrieb Yates an die Belegschaft des Justizministeriums, dass sie weder davon überzeugt sei, dass die Verteidigung dieses Präsidentenerlasses durch ihre Behörde zu deren Aufgaben gehöre, noch dass der Erlass selbst rechtmäßig sei. Am Abend des 30. Januar 2017 erhielt Yates daraufhin ein von Trumps Mitarbeiter John DeStefano unterzeichnetes Schreiben, in dem ihr ihre Entlassung mitgeteilt wurde; der Vorgang wurde von mehreren Medien in Anlehnung an eine ähnliche Entscheidung Richard Nixons als „Monday Night Massacre“ bezeichnet. In der offiziellen Stellungnahme wurde ihr später „Verrat am Justizministerium durch die Weigerung, einen Erlass zum Schutz der Bürger der Vereinigten Staaten umzusetzen“ vorgeworfen. Zum Nachfolger wurde Dana Boente ernannt.
Yates ist verheiratet mit Comer Yates, sie haben zwei Kinder.